# Barrage de Belpınar
Le barrage de Belpınar (en turc Belpınar barajı) est un barrage en Turquie. La rivière coupée par ce barrage s'appelle Devrek Boğazi Deresi ou Silisözü Çayı. Elle conflue avec la rivière Kurucuk Çayı moins de 4 km en aval du barrage. La rivière Kurucuk Çayı est un affluent du fleuve Yeşilırmak